# Trumon
Trumon (indonez. Kecamatan Trumon) – kecamatan w kabupatenie Aceh Selatan w okręgu specjalnym Aceh w Indonezji.
Kecamatan ten znajduje się w północnej części Sumatry, nad Oceanem Indyjskim. Od północnego zachodu graniczy z kecamatanem Bakongan Timur, od północy z kecamatanem Bakongan, od północnego wschodu z kabupatenem Aceh Tenggara, od wschodu z kecamatanem Trumon Timur i kabupatenem Kota Subulussalam, a od południowego wschodu z kabupatenem Aceh Singkil.
W 2010 roku kecamatan ten zamieszkiwało 5614 osób, z których wszystkie stanowiły ludność wiejską. Mężczyzn było 2875, a kobiet 2739. 5388 osób wyznawało islam.
Znajdują się tutaj miejscowości: Ie Meudama, Keude Trumon, Kuta Baro, Kuta Padang, Padang Harapan, Panton Bilie, Raket, Seunabok Jaya, Sigleng, Tepin Tinggi, Ujong Tanoh.